# La Génétouze
La Génétouze är en kommun i departementet Vendée i regionen Pays de la Loire i västra Frankrike. Kommunen ligger i kantonen Le Poiré-sur-Vie som tillhör arrondissementet La Roche-sur-Yon. År 2022 hade La Génétouze 1 963 invånare.

## Befolkningsutveckling
Antalet invånare i kommunen La Génétouze
| Referens: INSEE |